# Marie Facundo
 (mai 2025).
Si vous disposez d'ouvrages ou d'articles de référence ou si vous connaissez des sites web de qualité traitant du thème abordé ici, merci de compléter l'article en donnant les références utiles à sa vérifiabilité et en les liant à la section « Notes et références ».
Marie Facundo est une chanteuse et comédienne française née en 1985 à Paris.

## Biographie
Marie Facundo commence au théâtre puis enchaîne plusieurs comédies musicales : Le Soldat Rose, Dothy et Le Magicien D’Oz, Cendrillon, Hairspray et Salut Les Copains.
En 2014, elle joue dans Le Placard mis en scène par Francis Veber. Elle incarne la nouvelle voisine Agathe Rousseau dans la série Nos chers voisins sur TF1.
Depuis 2015, elle fait partie d'un trio humoristique féminin, Les Coquettes, qu'elle a formé avec ses anciennes acolytes du Soldat Rose, Lola Cès et Juliette Faucon. Le groupe se retrouve sur la scène du théâtre le Grand Point-Virgule depuis octobre 2015.
Elle est la voix française régulière de Emma Roberts.

## Spectacle musical
- Le Soldat rose
- Dothy et le magicien d'Oz - Grand Rex
- Cendrillon - Théâtre Mogador
- Hairspray - Casino de Paris et Théâtre Bobino
- Salut les copains : - Les Folies Bergère

## Filmographie

### Télévision
- 2007 : L'Hôpital (série TV) : Muriel (saison 1, épisode 6)
- 2015-2017 : Nos chers voisins (série TV) : Agathe Rousseau (depuis la saison 3)
- 2015 : Le Placard (téléfilm)
- 2022 : L'Amour (presque) parfait de Pascale Pouzadoux

## Bande originale
- 2015 : Heidi (chanson du générique)

## Théâtre
- Voyage au pays d'Oz
- Du Coq à L’âme, Histoire de l'Homme
- Le Prince Mou
- Petits Moments de vie
- La magie-sienne
- Le Placard - Théâtre des Nouveauté
- Les Coquettes- Spectacle musical

## Doublage

### Cinéma

#### Films
- Emma Roberts dans (9 films) :
  - Nancy Drew (2007) : Nancy Drew
  - Valentine's Day (2010) : Grace
  - Les Miller, une famille en herbe (2013) : Casey Mathis[2]
  - Nerve (2016) : Venus « Vee » Delmonico
  - Little Italy (2018) : Nikki Angioli
  - Paradise Hills (2019) : Uma
  - Holidate (2020) : Sloane
  - Madame Web (2024) : Mary Parker
  - Space Cadet (en) (2024) : Rex Simpson
- 2012 : StreetDance 2 : « Lil Steph » Steph (Stephanie Nguyen)[3]
- 2014 : Dumb and Dumber De : Penny Pichlow (Rachel Melvin)[4]
- 2021 : The Tomorrow War : Muri Forester jeune (Ryan Kiera Armstrong) et Chelsea (Piper Collins)
- 2021 : Les Lois de la frontière : Cristina (Elisabet Casanovas)
- 2021 : Plus on est de fous : Ana (Verónica Echegui)
- 2021 : Aux antipodes de Noël (es) : ? ( ? )
- 2021 : Nous étions des chansons : Macarena (María Valverde)
- 2021 : Carnaval (pt) : ? ( ? )
- 2022 : Glass Onion : Une histoire à couteaux tirés : Whiskey (Madelyn Cline)
- 2023 : La Petite Sirène : Vanessa (Jessica Alexander)

#### Films d'animation
- 2009[n 1] : Evangelion: 2.0 You Can (Not) Advance : ?
- 2012[n 1] : Evangelion: 3.0 You Can (Not) Redo : ?
- 2014 : Little Houdini : ?
- 2019 : Uglydolls : Wedgehead[5]
- 2019 : Steven Universe, le film : Steven
- 2021 : The Witcher : Le Cauchemar du Loup : voix additionnelles
- 2021 : Spirit : L'Indomptable : Apolline « Apo » Granger
- 2021 : Bienvenue chez les Loud, le film : Lynn Loud et Ronnie-Anne Santiago
- 2021 : Louise et la Légende du serpent à plumes : le petit frère (court métrage)
- 2022 : Les Murs vagabonds : Taishi
- 2023 : Ruby, l'ado Kraken : Margot[6]
- 2024 : Bienvenue chez les Casagrandes, le film : Ronnie-Anne Santiago

### Télévision

#### Téléfilms
- 2008 : Le Choix de Jane : voix additionnelles[7]
- 2020 : Soupçons maternels : Zoe (Katie Michels)
- 2021 : Un Noël chez les Loud : Lynn Loud (Morgan McGill)
- 2022 : Mourir pour la couronne : Kate Wheeler (Molly Hargrave)

#### Séries télévisées
- Emma Roberts dans : 
  - American Horror Story: Coven (2013-2014) : Madison Montgomery (13 épisodes)
  - American Horror Story: Freak Show (2014-2015) : Maggie Esmerelda (10 épisodes)
  - Scream Queens (2015-2016) : Chanel Oberlin (23 épisodes)
  - American Horror Story: Cult (2017) : Serena Belinda (1 épisode)
  - American Horror Story: Apocalypse (2018) : Madison Montgomery (7 épisodes)
  - American Horror Story: 1984 (2019) : Brooke Thompson (9 épisodes)
  - American Horror Story: Delicate (2023-2024) : Anna Victoria Alcott

- 2012 : Made in Jersey : Joseph Keenan (Lewis Grosso)
- 2012 : Smash : voix additionnelles[8]
- 2015-2019 : The Walking Dead : Sam Anderson (Major Dodson) (20 épisodes), Enid (Katelyn Nacon) (50 épisodes)
- 2016-2017 : Stranger Things : Mike Wheeler (Finn Wolfhard) (1re voix, saisons 1 et 2)
- 2018-2020 : L'Amie prodigieuse : Marisa Sarratore (Miriam D'Angelo) (6 épisodes), Marisa Sarratore enfant (Cristina Magnotti) (saison 1, épisodes 1 et 2)
- 2018-2020 : Single Parents (en) : Amy et Emma Fogerty (Ella Allan et Mia Allan) (45 épisodes)
- 2019-2021 : Bienvenue chez Mamilia : Mikayla (Lindsey Da Sylveira) (7 épisodes)
- 2020 : Just Add Magic : Mystery City : Cody Hamilton (Casey Simpson) (8 épisodes)
- 2020-2021 : Journal d'une Future Présidente : Elena Cañero-Reed (Tess Romero) (20 épisodes)
- 2020-2022 : Warrior Nun : Sœur Beatrice (Kristina Tonteri-Young) (18 épisodes)
- 2020-2022 : La Unidad : Lúa (Alba Bersabé)
- depuis 2021 : La Famille Upshaw : Aaliyah Upshaw (Khali Spraggins)
- 2022 : Forecasting Love and Weather : Jin Tae-kyung (Jeong Woon-seon)
- 2022 : Shining Girls (en) : Dr Jin-Sook « Jinny » Gwansun (Phillipa Soo) (8 épisodes)
- 2022 : King of Stonks (de) : Eva Maiwald (Maryam Zaree) (mini-série)
- 2022 : Pachinko : ? (?)
- 2022-2024 : Une famille vraiment Loud : Lynn Loud Jr. (Annaka Fourneret) (26 épisodes)
- 2023 : Le Pouvoir : Nourah (Amina Ben Ismaïl) (saison 1, épisode 4)

#### Séries d'animation
- 2006-2016 : Grabouillon : Anowak (création de voix)
- 2009 : Le Monde de Pahé : Seb (création de voix)
- 2010-2013 : Le Petit Prince : la princesse Fengh et la Muse (création de voix)
- 2013 : La Belle et la Bête : Belle
- 2013-2014 : Vic le Viking : Vic (création de voix)
- 2013-2016 : T'choupi à l'école : Anna (création de voix)
- 2013-2019 : Steven Universe : Steven (voix parlée et chantée) et Grenat (voix chantée)
- 2015 : La Forêt de l'Étrange : Greg
- 2015-2018 : Les Nouvelles Aventures d'Oz (en) : Dorothée
- 2015-2020 : Shimmer et Shine : Leah
- 2016 : Les Enquêtes de Mirette : Mirette (création de voix)
- 2016-2018 : Bunnicula : Mina
- depuis 2016 : Bienvenue chez les Loud : Lynn Loud Jr., Sam et Ronnie-Anne Santiago
- 2017 : Ernest et Célestine, la collection : Mandarine, un enfant ours et un élève (création de voix)
- 2017-2020 : Spirit : Au galop en toute liberté : Appoline « Apo » Granger
- 2017-2024 : Wakfu : Aurora, Kali, une éliaguarde et la libraire (création de voix)
- 2019 : Bestioles Motel : Pénélope Stinkwell (création de voix)
- 2019-2020 : Barbapapa en famille : Barbouille (création de voix)
- 2019-2022 : Bienvenue chez les Casagrandes : Ronnie-Anne Santiago
- 2021 : Deer Squad : Les Super-cerfs : voix additionnelles
- 2021 : Le Village enchanté de Pinocchio : Léonie et Ortie
- 2021 : Demon Slayer: Kimetsu no Yaiba : la fille au ruban
- 2021 : Alice & Lewis (it) : voix additionnelles
- 2021-2023 : Horimiya : Remi Ayasaki
- 2022 : Orient - Samurai Quest : Tsugumi Hattori et Musashi enfant
- 2022 : Bee et PuppyCat (en) : Cardamon
- 2022 : Chainsaw Man : Pochita, Taiyo Hayakawa et Michiko Tendō
- 2022-2024 : Urusei Yatsura : Ryōko Mendō
- depuis 2023 : Oshi no ko : Ai Hoshino
- depuis 2024 : Dora : Sac à dos
- 2025 : Votre fidèle serviteur Spider-Man : Nico Minoru (en)
- 2025 : Astérix et Obélix : Le Combat des chefs : Mme Agecanonix (création de voix)

### Jeux vidéo
- 2012 : Skylanders: Giants : Flashwing
- 2019 : League of Legends : Alune, la sœur d'Aphelios
- 2022 : MultiVersus : Steven Universe